# Geneva (Wisconsin)
Geneva es un pueblo ubicado en el condado de Walworth en el estado estadounidense de Wisconsin. En el Censo de 2010 tenía una población de 4.993 habitantes y una densidad poblacional de 63,93 personas por km².

## Geografía
Geneva se encuentra ubicado en las coordenadas 42°37′46″N 88°28′55″O / 42.62944, -88.48194. Según la Oficina del Censo de los Estados Unidos, Geneva tiene una superficie total de 78.11 km², de la cual 74.15 km² corresponden a tierra firme y (5.07%) 3.96 km² es agua.

## Demografía
Según el censo de 2010, había 4.993 personas residiendo en Geneva. La densidad de población era de 63,93 hab./km². De los 4.993 habitantes, Geneva estaba compuesto por el 92.61% blancos, el 0.74% eran afroamericanos, el 0.3% eran amerindios, el 1.34% eran asiáticos, el 0.12% eran isleños del Pacífico, el 3.75% eran de otras razas y el 1.14% pertenecían a dos o más razas. Del total de la población el 8.63% eran hispanos o latinos de cualquier raza.